# Эллиотт (шоссе)
Шоссе Эллиотт (англ. Elliott Highway) — шоссе в штате Аляска общей протяжённостью 245 километров (152 мили ). Начинается в Фоксе, приблизительно в 16 километрах от Фэрбанкса, и заканчивается в Мэнли-Хот-Спрингс. Было построено в 1959 году и является частью Второй аляскинской магистрали. 

## Описание
Часть шоссе от Фокса до пересечения с Шоссе Далтон (74-я миля ) асфальтирована и круглый год поддерживается в хорошем состоянии, однако после этой точки начинается гравийный участок дороги. Эта часть шоссе считается довольно опасной, особенно в зимние месяцы, поэтому власти штата рекомендуют водителям заранее позаботиться о собственной безопасности. Это также связано с редким трафиком на всём оставшемся пути до Мэнли-Хот-Спрингс.

## Будущее
В 2010 году было объявлено о разработки 800-километровой дороги, которая должна была бы соединить Мэнли-Хот-Спрингс и Ном. Однако к реализации проекта не приступили из-за его дороговизны — стоимость постройки такой дороги оценили в 2,7 миллиарда долларов или 5 миллионов долларов за милю .
Губернатор штата Шон Пэрнер предложил в качестве первого шага соединить Мэнли-Хот-Спрингс и Танану дорогой длиной в 35 миль, в 2012 году было проведено соответствующее исследование .
В 2013 году Парнелл выделил 28,5 миллионов долларов на программу «Дороги к ресурсам», направленную на то, чтобы соединить дорогами те города, в которые можно добраться только по воздуху. Также в результате выполнения этой программы планируется облегчить доступ к месторождениям минеральных ресурсов, снизить цену на транспортировку различных товаров и дать возможность жителям таких городов более свободно передвигаться между городами . Из этой суммы 10 миллионов были выделены на постройку дороги Мэнли-Хот-Спрингс — Танана. В 2013 году был разработан сам проект дороги, а в 2014 началась её постройка, завершение работ запланировано на декабрь 2015 года . Дорога закончится на южном берегу Юкона, таким образом для того, чтобы попасть в Танану будет необходима речная переправа.